# Universidad Dōshisha
La Universidad Doshisha (同志 社 大学, Dōshisha daigaku), también conocida como Dodai (同 大, Dōdai), es una universidad privada de la ciudad de Kioto, Japón. En la actualidad, la Universidad Doshisha es una de las universidades más prestigiosas de Japón, con particular influencia en la región de Kansai, y es considerada una de las universidades privadas más selectivas de Japón. La tasa de aceptación entre 40 924 postulantes para el año académico 2014 fue de solo el 35,6%, tasa de admisión que para algunas facultades fue inferior al 15%. En 2013, la universidad ocupó el cuarto lugar entre las universidades privadas japonesas «a las que los padres desean enviar a sus hijos», después de la Universidad de Waseda, la Universidad de Keio, la Universidad de Meiji, y se ubicó en la undécima posición entre las «escuelas prestigiosas menos conocidas», tras Waseda, Keio y Meiji.
Fundada en 1875, es una de las instituciones privadas de educación superior más antiguas de Japón y tiene aproximadamente 30 000 estudiantes matriculados en cuatro campus diferentes en el área de Kioto. Es una de las universidades japonesas «Global 30» y una universidad perteneciente al «Kankandoritsu» (関 関 同 立), el grupo de las cuatro universidades privadas líderes en la región de Kansai, oeste de Japón.

## Historia

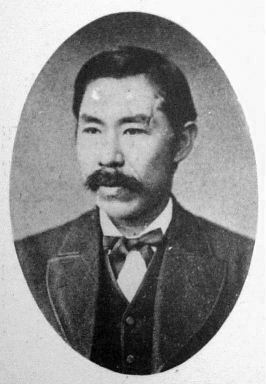
Joseph Hardy Neesima

La Universidad Doshisha fue fundada en 1875 como Escuela Inglesa Doshisha por el educador protestante Niijima Jō (新 島 襄, también conocido como Joseph Hardy Neesima), una escuela destinada a promover la educación cristiana en Japón. Cuando era joven, Niijima se fue de Japón a los Estados Unidos en 1864, a pesar de la prohibición de viajar al extranjero que se imponía a los ciudadanos japoneses. Estudió en la Phillips Academy y en el Amherst College, y regresó a Japón en 1874. Al año siguiente, Niijima estableció la Escuela Doshisha. Niijima se desempeñó como presidente de la universidad desde 1875 hasta 1890. Otros presidentes de las primeras universidades fueron el educador y escritor Yamamoto Kakuma (1890-1892), Seito Saibara (1899-1902), quien fue el primer miembro cristiano de la Dieta japonesa, y el destacado ingeniero químico Kotaro Shimomura (1904-1907).
En 1920, a Doshisha se le otorgó el estatus de universidad y se convirtió en una universidad de pleno derecho en la tradición académica angloamericana. Durante la Segunda Guerra Mundial, sus edificios recibieron nombres japoneses y su plan de estudios fue despojado de sus elementos prooccidentales. Las condiciones anteriores a la guerra se restablecieron después de la rendición de Japón. Los primeros programas de posgrado se instituyeron en 1953.
Amherst College ha mantenido una estrecha relación con la Universidad Doshisha, y desde 1972, Doshisha ha colaborado con un consorcio de universidades estadounidenses de artes liberales, incluida Amherst, para albergar el Programa Asociado de Kioto, un programa de estudios en el extranjero de 8 meses que se ofrece cada año a estudiantes de college y universidades estadounidenses. Doshisha también alberga el Consorcio de Kioto para Estudios Japoneses, otro programa afiliado a universidades estadounidenses y centrado en la formación avanzada del idioma japonés.

## Carreras
Doshisha tiene programas de posgrado en teología, letras, psicología, negocios, estudios globales, derecho, economía, comercio, política y gestión, cultura y ciencias de la información, ciencia e ingeniería, ciencias médicas y de la vida, ciencias de la salud y el deporte y estudios sociales.
Las bibliotecas de los campus de Imadegawa y Kyotanabe contienen más de 2,5 millones de volúmenes.

### Docentes
A partir de 2013, la Universidad de Doshisha emplea a 777 profesores a tiempo completo y 1411 a tiempo parcial en sus campus de Kioto. En términos de investigación, Doshisha se encuentra en el puesto número 36 por el número de patentes registradas.

## Campus
La Universidad Doshisha tiene dos campus principales, uno en Imadegawa, centro de Kioto, y otro en Kyotanabe, en el sur de Kioto. Imadegawa es el campus principal, ubicado en la antigua residencia del Dominio de Satsuma. Ha estado en funcionamiento desde que se creó la universidad. Ubicado en el centro de la ciudad de Kioto, el campus está situado junto al templo budista Shōkoku-ji, con vista al Palacio Imperial de Kioto. Cinco edificios en el campus de Imadegawa han sido designados como Bien Cultural Importante de Japón, incluida la Capilla Doshisha y el Clark Memorial Hall. Este campus es principalmente para las facultades de artes liberales, negocios (incluyendo la escuela de posgrado en negocios), teología y derecho. En 2012 se inauguró un gran espacio de aprendizaje con más de 40 000 metros cuadrados, el Ryoshinkan, que incluyó la incorporación de la estación Imadegawa, una estación de la línea Karasuma del metro municipal de Kioto .

El Campus de Kyotanabe se inauguró en 1986, en Kyōtanabe, Kyoto y es parte de la Ciudad de las Ciencias de Kansai. Con una superficie de 0,79 km², sirve principalmente como campus para las facultades de ciencias e ingeniería. En 2012, se estableció un nuevo campus de Karasuma aproximadamente a 300 metros del campus de Imadegawa. El campus de Karasuma alberga el Instituto de Educación Internacional, la Escuela de Graduados de Estudios Globales y la Facultad de Estudios Regionales y Globales.

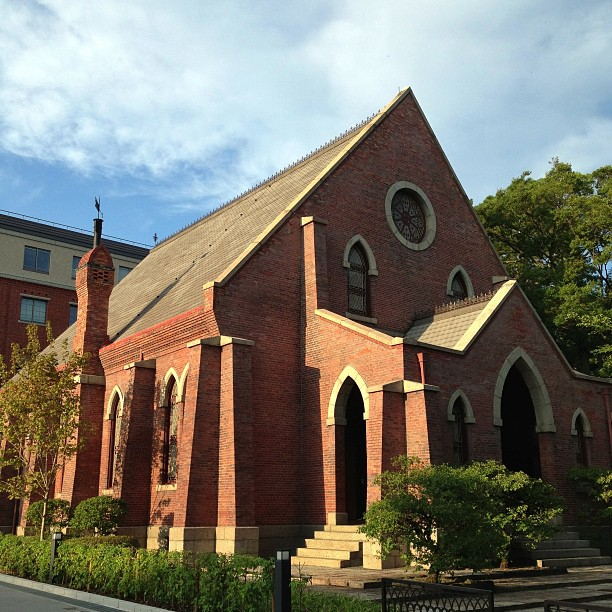
Capilla Doshisha, Imadegawa
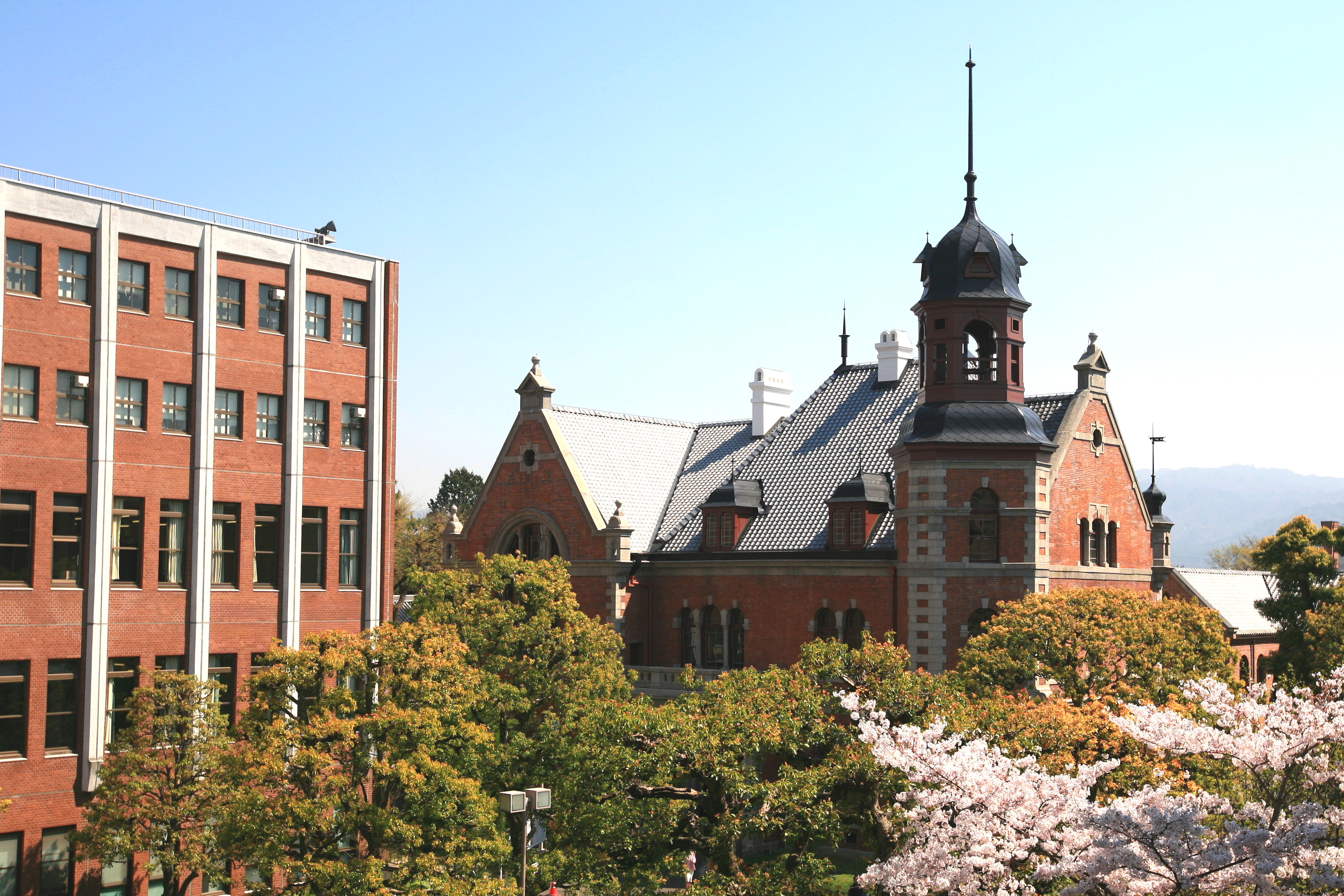
Clark Memorial Hall, Imadegawa
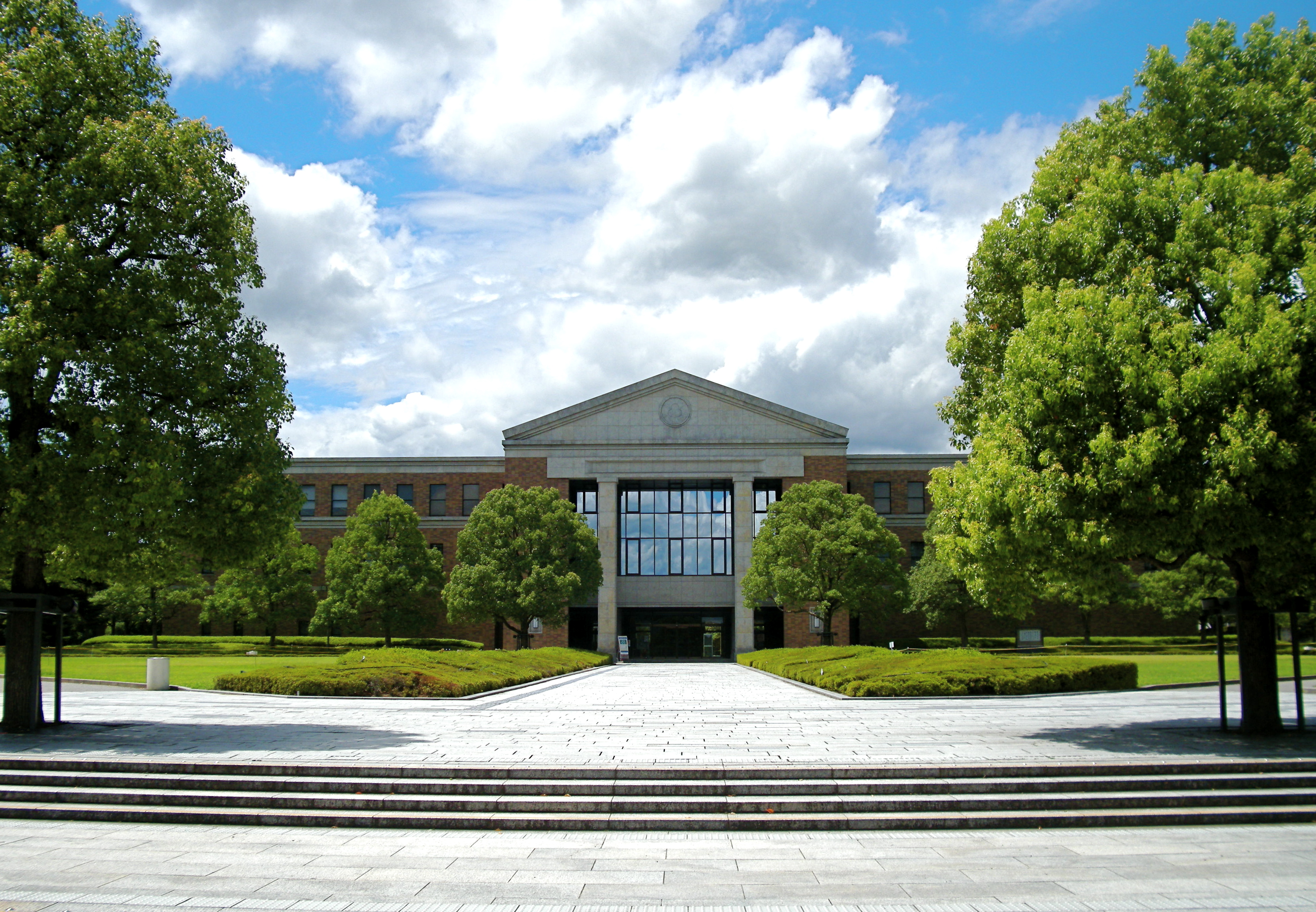
Biblioteca conmemorativa de los eruditos, Kyotanabe
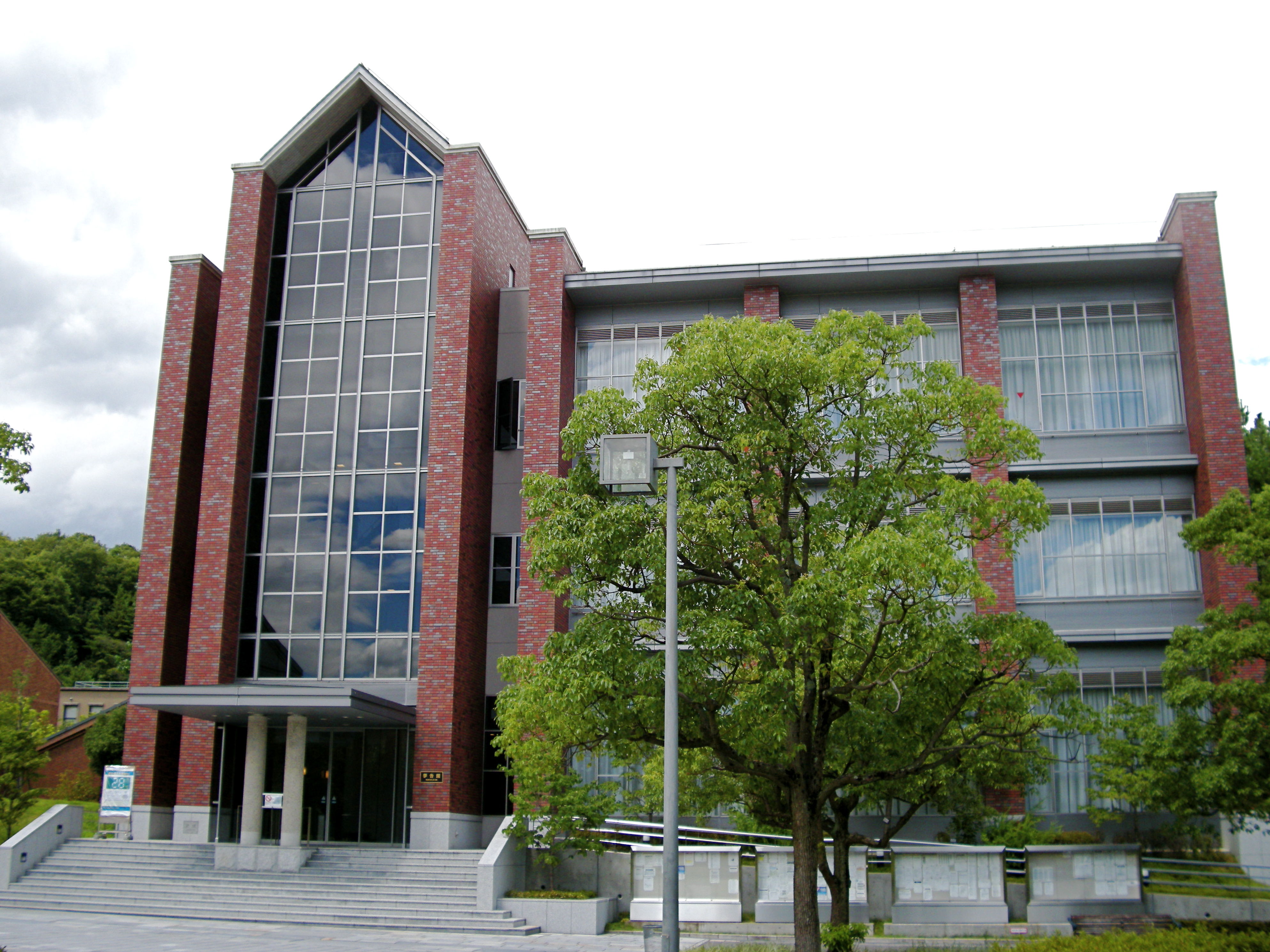
Mukokukan, Kyotanabe

## Vida estudiantil

### Sociedades
Hay más de 400 clubes y organizaciones de estudiantes en la Universidad de Doshisha.

### Festivales
- Víspera de doshisha
- Festival Doshisha Kyotanabe
- Festival de deportes

### Atletismo
- Doshisha es parte de la Kansai Big Six Baseball League. El equipo de béisbol es conocido por su rivalidad con la Universidad Ritsumeikan.
- El equipo de rugby de Doshisha tiene una larga historia y ganó 4 campeonatos en el Campeonato de Rugby Universitario All-Japan de 1980 a 1984.[11]
- El programa de baloncesto masculino se destaca por su participación frecuente en el Campeonato Intercolegial de Baloncesto de Japón.

## Alumnado
Doshisha es conocida por su fuerte conexión con los negocios en la región de Kansai y, según el ranking universitario de 2011 de Toyo Keizai, 533 exalumnos se desempeñaron como ejecutivos en empresas que cotizan en bolsa. A partir de 2013, alrededor del 25,5% de los estudiantes universitarios pudieron ingresar a alguna de las 400 principales empresas de Japón, ocupando el octavo lugar a nivel nacional entre todas las instituciones privadas en Japón y la primera entre las universidades privadas en Kansai.
Los alumnos de Doshisha incluyen a Takako Doi, la primera mujer presidente de la Cámara Baja en Japón, el cargo más alto que ha tenido una mujer política en la historia del país. Abe Isoo, una de las primeras pacifistas y feministas y miembro de la Dieta japonesa (parlamento). El estadista japonés Uchida Kosai, quien se desempeñó dos veces como primer ministro interino, El escritor en japonés David Zoppetti. El poeta coreano Yun Dong-ju. El maestro del té Hansō Sōshitsu. Gunpei Yokoi, creador de Nintendo Game Boy. Y el inventor más prolífico del mundo, Shunpei Yamazaki.